# Domingas Manuel de Noronha
Domingas Manuel de Noronha (5 de Outubro de 1753 - 27 de Março de 1827) foi uma nobre portuguesa, 8.ª condessa da Atalaia e 3.ª Marquesa de Tancos desde 1791 até à sua morte, e condessa de Vimioso por casamento.

## Biografia
Sucedeu em todos os senhorios, vínculos, alcaidarias-mores, comendas e padroados da Casa da sua mãe, em cuja sucessão foi também camareira-mor da rainha D. Maria I de Portugal.
De um primeiro casamento em 1768 com D. Francisco José Miguel de Portugal e Castro, 10.º conde de Vimioso, não teve descendência.
Casou em segundas núpcias em 24 de Outubro de 1774 com D. António Luís de Meneses (Lisboa, 8 de Janeiro de 1743 - 15 de Maio de 1807), filho do 4º Marquês de Marialva, feito conde da Atalaia e marquês de Tancos por casamento. Tinha assentado praça de cadete em 1774 e foi promovido a tenente em 1776 e capitão em 1777. Foi também tenente da Torre de Belém, coronel comandante do regimento de Cavalaria do Cais e marechal-de-campo em 1801. Foi Gentil-Homem da Câmara de D. Pedro III de Portugal e de D. João, Príncipe do Brasil. Recebeu pelos seus serviços mercês de mouchões e capelas que enriqueceram o patrimônio da Casa Atalaia no Ribatejo.
Foram sucedidos pelo seu filho D. Duarte Manuel de Meneses e Noronha, como 4.º marquês de Tancos e 9.º conde da Atalaia.